# 鬼志別演習場
鬼志別演習場（おにしべつえんしゅうじょう）とは、北海道猿払村鬼志別地区に陸上自衛隊が設置している演習場である。

## 設備

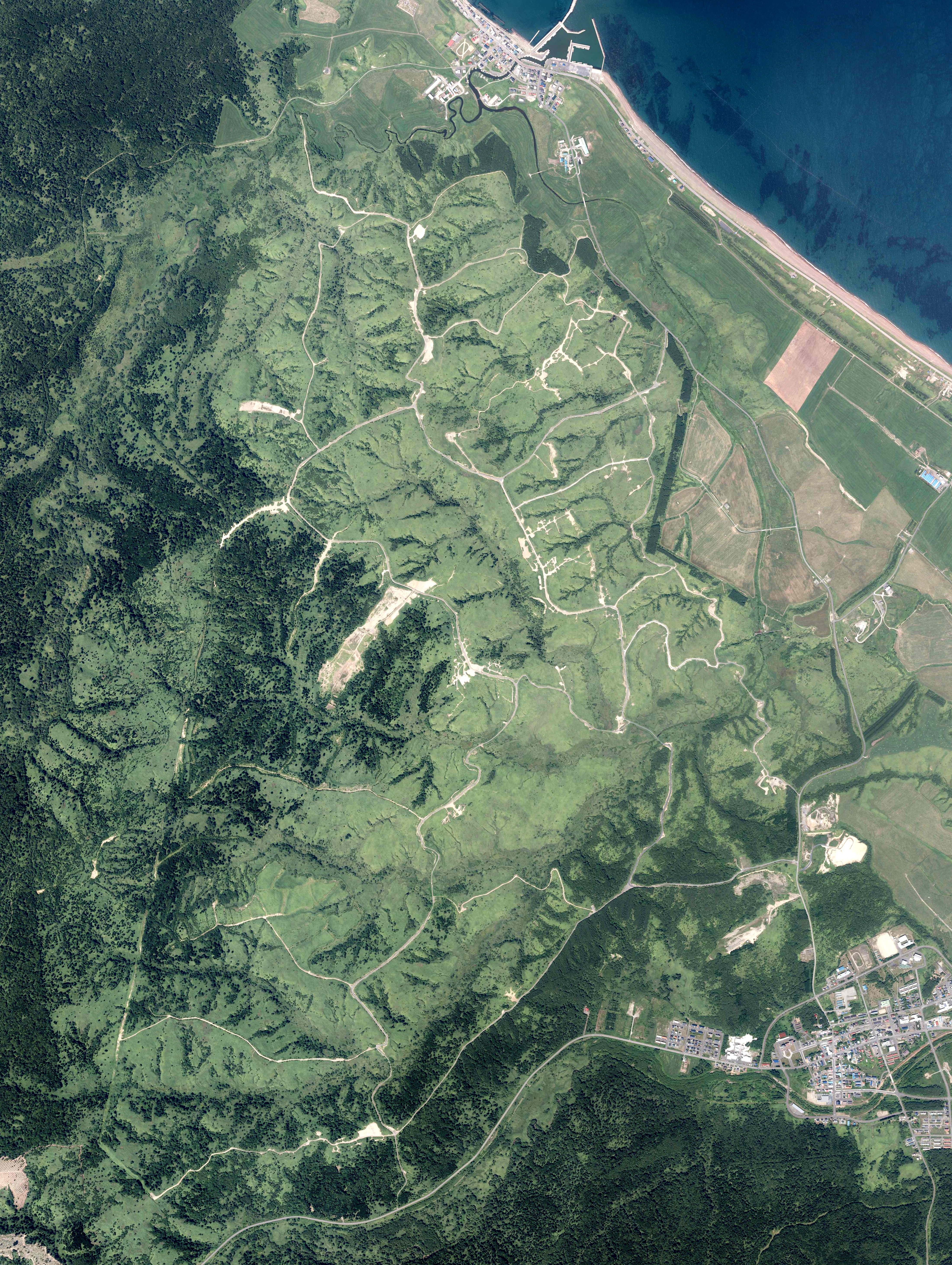
鬼志別演習場周辺の空中写真。2018年8月5日撮影の4枚を合成作成。。

1965年射場開設。日本最北端の演習場である。
設置時、道北名寄近辺で上富良野演習場並の訓練可能な演習場を設置する計画で設置された。しかし、迫撃砲などの射撃は演習場の面積の関係上原則縮射弾しか射撃できず、唯一小銃戦闘射場があると言うだけで他の規模が小さな演習場とほとんど差はない。
演習場内にまとまって宿営可能な場所はなく宿営地は演習場外に設置され、鬼志別地区中心部より「鬼志別宿営地」として設置されている。昔のカマボコ形の隊舎があり、マットレスを寝具として宿営する。なお、宿営地内に名寄駐屯地業務隊鬼志別管理班が常駐しており、演習場管理・宿営地の維持整備・地域との連絡窓口業務を主な任務として行っている。

## 周辺
鬼志別宿営地は鬼志別地区中心街より徒歩3分の近距離にあり、最寄りのエーコープまで自衛官が徒歩で買い出しに出てくる。人口希薄で農業・漁業を主産業とする猿払村にとって、演習場の存在は重要な収益源の一つでもあり、国道沿いには演習に来た自衛隊員を歓迎する大看板も建てられている。
知来別川の支流で演習場内を通る小河川の一つには、「自衛隊川」という即物的な名称が付いている。正式名称である。

## 使用
演習場使用部隊は主に名寄・旭川・留萌駐屯部隊が大隊・中隊・小隊検閲時、若しくは各種射撃等に使用する。